# 한장군로
 한장군로(Hanjanggun-ro)는 경상북도 경산시 자인면을 관통하고 있는 도로로, 우주IND 자인공장에서 남촌네거리, 자인교차로를 거쳐 원당교차로까지 이르고 있는 도로이다.

## 주요 경유지
경상북도
- 경산시 (자인면)

## 노선
| 이름        | 접속 노선                        | 소재지 | 소재지 | 비고 |
| ----------- | -------------------------------- | ------ | ------ | ---- |
| (이름 없음) | 국가지원지방도 제69호선 (설총로) | 경산시 | 자인면 |      |
| 울옥 교차로 | 설총로                           | 경산시 | 자인면 |      |
| 동부1교     |                                  | 경산시 | 자인면 |      |
| 동부2교     |                                  | 경산시 | 자인면 |      |
| 자인 교차로 | 지방도 제919호선 (원효로)        | 경산시 | 자인면 |      |
| 남촌네거리  | 국가지원지방도 제69호선 (일연로) | 경산시 | 자인면 |      |
| (이름없음)  | 금박로                           | 경산시 | 자인면 |      |